# اسکلتون کومبریا
اسکلتون کومبریا (به انگلیسی: Skelton) یک روستا و محله مدنی در بریتانیا است که در منطقه ادن واقع شده‌است. اسکلتون کومبریا ۱٬۱۵۳ نفر جمعیت دارد.